# Rob Cross
Robert Cross (* 21. září 1990 Pembury) je profesionální šipkař reprezentující Anglii v turnajích pořádaných organizací Professional Darts Corporation. V roce 2018 se stal mistrem světa poté, co porazil Phila Taylora. Mistrovství vyhrál při své 1. účasti, jen 11 měsíců poté, co se stal profesionálním sportovcem.

## Kariéra v BDO

### 2015
V říjnu 2015 se Cross pokusil kvalifikovat do mistrovství světa 2016, skončil ale mezi nejlepšími 64 hráči. Zúčastnil se turnaje World Masters, prošel mezi 48 nejlepších šipkařů.

## Kariéra v PDC

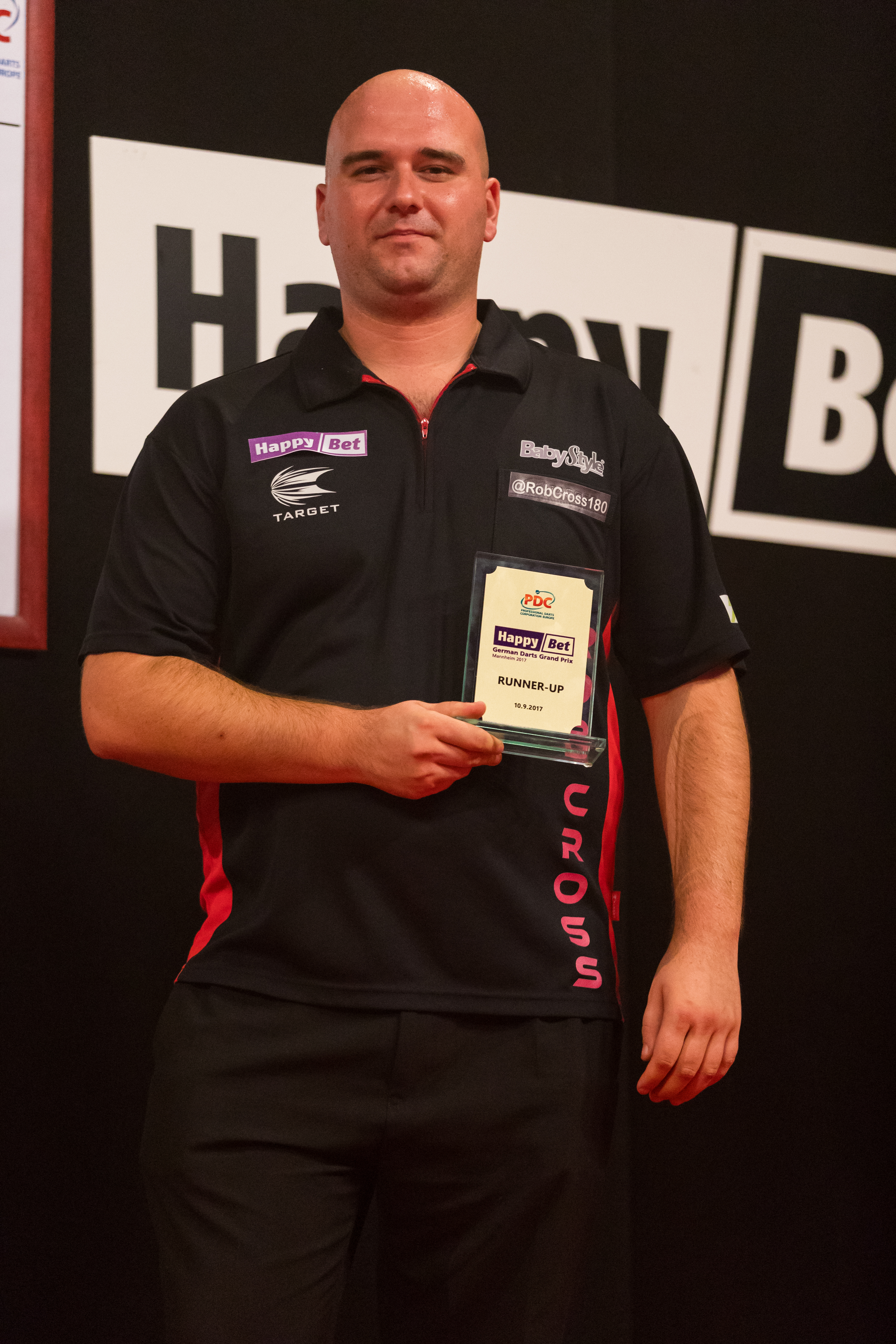
Cross v PDC

### 2016
Jako amatér se kvalifikoval a zúčastnil UK Open, kde ho ve 4. kole porazila světová jednička Michael van Gerwen 9–5. Následně hrál na PDC Challenge Tour, kde vyhrál 3 ze 16 turnajů, díky čemuž získal pozvánku na PDC Pro Tour 2017.

### 2017
Na UK Open došel až do osmifinále, kde podlehl Peteru Wrightovi, který později turnaj vyhrál. O týden později získal svůj první titul, když vyhrál 3. kolo Players Championship 2017. Později vyhrál ještě 12., 19. a 21. kolo.
Cross došel do finále turnajů German Darts Grand Prix a European Darts Trophy, v obou ale podlehl Michaelu van Gerwenovi. Následně s ním prohrál i finále European Championship.

### 2018
V roce 2018 se poprvé zúčastnil mistrovství světa, do kterého nastoupil jako 20. nasazený hráč. Na své cestě k vítězství porazil Seiga Asadu, Michaela Smithe (který nevyužil dvě šipky na vítězství), Johna Hendersona, Dimitri Van den Bergha a v semifinále Michaela van Gerwena (který nevyužil šest šipek na vítězství). Ve finále se utkal s Philem Taylorem, který dříve oznámil, že turnaj bude jeho posledním. Rob Cross je jediným hráčem, který se stal mistrem světa poté, co ve dvou různých kolech jeho soupeři mohli zápas ukončit. Stal se 10. hráčem, který turnaj vyhrál na první pokus. Po zisku titulu se stal 3. nejlepším šipkařem světa a automaticky se kvalifikoval do ročníku Premier League Darts.
V Premier League nakonec došel až do semifinále. V roce 2018 vyhrál ještě 13. kolo Players Chamiponship a Brisbane Darts Masters, kde ve finále porazil Michaela Van Gerwena 10–6. Na turnajích US Darts Masters Shanghai Darts Masters došel do finále.

### 2019
UK Open bylo jeho 6. finále vysílaným na televizních obrazovkách, Nathan Aspinall ho ale porazil 11–5. V Premier League Darts skončil celkově druhý, v závěrečném playoff následně nestačil pouze na světovou jedničku Michaela van Gerwena a ve finále prohrál 11–6.
Po výhře nad Michaelem Smithem 18–13 ovládl World Matchplay a stal se po Philu Taylorovi, Michaelu van Gerwenovi a Gary Andersonovi teprve 4. hráčem, který ovládl kromě tohoto turnaje i mistrovství světa. Dále ještě došel do finále Brisbane Darts Masters a ovládl European Championship po výhře nad Gerwynem Pricem 11–6.

### 2020
Na mistrovství světa vypadl ve 2. kole, kdy byl nad jeho síly Kim Huybrechts, který vyhrál 3–0. Na turnaji World Series of Darts Finals se probojoval až do finále, kde ho ale ve vyrovnaném zápase porazil 11–9 Gerwyn Price.

### 2021
Vstup do sezóny 2021 se Crossovi nevyvedl. Na mistrovství světa prohrál hned svůj první zápas, ve 2. kole ho porazil poměrem 2–3 Dirk van Duijvenbode. Obdobně nepostoupil ani přes jednoho hráče na Masters, kde ho ve 2. kole porazil 5–10 Mervyn King. Úspěšnější byl až na UK Open, ve 4. kole porazil Andyho Hamiltona, v 5. kole ale nestačil na Jamese Wadea. Dobrých výsledků nedosáhl ani v Premier League, kde prohrál 5 z 9 zápasů a se 7 body skončil po první fázi stejně jako v předchozím roce na 9., nepostupovém místě. Průlom přišel až na mistrovství Evropy, kde bez větších problémů došel až do finále, ve kterém pokořil Michaela van Gerwena 11–8 a získal tak svůj čtvrtý velký titul.

## Osobní život
Většinu života strávil ve městě Edenbridge. Než ses stal profesionálním sportovcem, pracoval jako elektrikář, od čehož se odvíjí také jeho přezdívka „Voltage“. Má tři děti.

## Výsledky na mistrovství světa

### PDC
- 2018: Vítěz (porazil Phila Taylora 7–2)
- 2019: Osmifinále (porazil ho Luke Humphries 2–4)
- 2020: Druhé kolo (porazil ho Kim Huybrechts 0–3)
- 2021: Druhé kolo (porazil ho Dirk van Duijvenbode 2–3)
- 2022: Osmifinále (porazil ho Gary Anderson 3–4)
- 2023: Osmifinále (porazil ho Chris Dobey 2–4)
- 2024: Semifinále (porazil ho Luke Littler 2–6)
- 2025: Druhé kolo (porazil ho Scott Williams 1–3)

## Finálové zápasy

### Major turnaje PDC: 11 (4 tituly)
| Legenda                            |
| ---------------------------------- |
| Mistrovství světa (1–0)            |
| World Matchplay (1–0)              |
| Premier League (0–1)               |
| Mistrovství Evropy (2–1)           |
| Players Championship Finals (0–1)  |
| The Masters (0–1)                  |
| UK Open (0–1)                      |
| Grand Slam of Darts (0–1)          |
| World Series of Darts Finals (0–1) |

| Výsledek  | No. | Rok  | Turnaj                       | Soupeř             | Skóre     |
| --------- | --- | ---- | ---------------------------- | ------------------ | --------- |
| Finalista | 1.  | 2017 | Mistrovství Evropy           | Michael van Gerwen | 7–11 (l)  |
| Vítěz     | 1.  | 2018 | Mistrovství světa            | Phil Taylor        | 7–2 (s)   |
| Finalista | 2.  | 2019 | UK Open                      | Nathan Aspinall    | 5–11 (l)  |
| Finalista | 3.  | 2019 | Premier League Darts         | Michael van Gerwen | 5–11 (l)  |
| Vítěz     | 2.  | 2019 | World Matchplay              | Michael Smith      | 18–13 (l) |
| Vítěz     | 3.  | 2019 | Mistrovství Evropy           | Gerwyn Price       | 11–6 (l)  |
| Finalista | 4.  | 2020 | World Series of Darts Finals | Gerwyn Price       | 9–11 (l)  |
| Vítěz     | 4.  | 2021 | Mistrovství Evropy           | Michael van Gerwen | 11–8 (l)  |
| Finalista | 5.  | 2022 | Players Championship Finals  | Michael van Gerwen | 6–11 (l)  |
| Finalista | 6.  | 2023 | Masters                      | Chris Dobey        | 7–11 (l)  |
| Finalista | 7.  | 2023 | Grand Slam of Darts          | Luke Humphries     | 8–16 (l)  |

### Světová série PDC: 11 (5 titulů)
| Legenda                     |
| --------------------------- |
| World Series of Darts (5–6) |

| Výsledek  | No. | Rok  | Turnaj                        | Soupeř             | Skóre    |
| --------- | --- | ---- | ----------------------------- | ------------------ | -------- |
| Finalista | 1.  | 2018 | US Darts Masters              | Gary Anderson      | 4–8 (l)  |
| Finalista | 2.  | 2018 | Shanghai Darts Masters        | Michael Smith      | 2–8 (l)  |
| Vítěz     | 1.  | 2018 | Brisbane Darts Masters        | Michael van Gerwen | 11–6 (l) |
| Finalista | 3.  | 2019 | Brisbane Darts Masters        | Damon Heta         | 7–8 (l)  |
| Vítěz     | 2.  | 2023 | New Zealand Darts Masters     | Nathan Aspinall    | 8–7 (l)  |
| Vítěz     | 3.  | 2023 | New South Wales Darts Masters | Damon Heta         | 8–1 (l)  |
| Vítěz     | 4.  | 2024 | US Darts Masters              | Gerwyn Price       | 7–6 (l)  |
| Finalista | 4.  | 2024 | Nordic Darts Masters          | Gerwyn Price       | 5–8 (l)  |
| Finalista | 5.  | 2024 | Poland Darts Masters          | Luke Littler       | 3–8 (l)  |
| Vítěz     | 5.  | 2025 | Dutch Darts Masters           | Stephen Bunting    | 8–5 (l)  |
| Finalista | 6.  | 2025 | Nordic Darts Masters          | Rob Cross          | 4–8 (l)  |

### Týmové turnaje PDC: 1
| Výsledek  | No. | Rok  | Turnaj             | Tým    | Spoluhráč     | Soupeři                              | Skóre   |
| --------- | --- | ---- | ------------------ | ------ | ------------- | ------------------------------------ | ------- |
| Finalista | 1.  | 2020 | World Cup of Darts | Anglie | Michael Smith | Wales – Gerwyn Price a Jonny Clayton | 0–3 (z) |

## Výsledky na turnajích

### PDC
| Turnaj                          | 2016 | 2017 | 2018 | 2019 | 2020        | 2021        | 2022        | 2023        | 2024        | 2025        |
| ------------------------------- | ---- | ---- | ---- | ---- | ----------- | ----------- | ----------- | ----------- | ----------- | ----------- |
| Hodnocené televizní turnaje     |      |      |      |      |             |             |             |             |             |             |
| Mistrovství světa               | DNP  | DNP  | W    | 4R   | 2R          | 2R          | 4R          | 4R          | SF          | 2R          |
| World Masters                   | DNP  | DNP  | QF   | 1R   | 1R          | 2R          | 2R          | F           | 2R          | 1R          |
| UK Open                         | 4R   | 5R   | QF   | F    | QF          | 5R          | 4R          | QF          | QF          | 6R          |
| World Matchplay                 | DNP  | 2R   | 2R   | W    | 1R          | 2R          | 2R          | 1R          | QF          |             |
| World Grand Prix                | DNP  | 1R   | 1R   | 2R   | 1R          | 2R          | 1R          | 1R          | QF          |             |
| Mistrovství Evropy              | DNP  | F    | QF   | W    | 1R          | W           | 1R          | 2R          | 1R          |             |
| Grand Slam of Darts             | DNP  | QF   | 2R   | 2R   | 2R          | QF          | 2R          | F           | QF          |             |
| Players Championship Finals     | DNP  | SF   | 1R   | 3R   | 2R          | 3R          | F           | 2R          | 1R          |             |
| Nehodnocené televizní turnaje   |      |      |      |      |             |             |             |             |             |             |
| Premier League Darts            | DNP  | DNP  | SF   | F    | 9.          | 9.          | DNP         | DNP         | 6.          | 7.          |
| Champions League of Darts       | DNP  | DNQ  | RR   | RR   | Nekonalo se | Nekonalo se | Nekonalo se | Nekonalo se | Nekonalo se | Nekonalo se |
| World Cup of Darts              | DNQ  | DNQ  | QF   | 2R   | F           | DNQ         | DNQ         | QF          | DNQ         |             |
| World Series of Darts Finals    | DNQ  | QF   | 2R   | 2R   | F           | DNP         | DNP         | QF          | QF          |             |
| Statistika                      |      |      |      |      |             |             |             |             |             |             |
| Pořadí v žebříčku na konci roku | 173  | 20   | 2    | 2    | 4           | 10          | 6           | 6           | 4           |             |

| Legenda | Legenda | Legenda | Legenda        | Legenda | Legenda           | Legenda | Legenda     | Legenda | Legenda |
| ------- | ------- | ------- | -------------- | ------- | ----------------- | ------- | ----------- | ------- | ------- |
| #R      | kolo    | QF      | čtvrtfinále    | SF      | semifinále        | F       | finalista   | W       | vítěz   |
| RR      | skupina | DNP     | nezúčastnil se | DNQ     | nekvalifikoval se | NH      | nekonalo se | C       | zrušeno |